# آندروماخه
آندروماخه (به یونانی: Ανδρομαχη) یا آندروماک (به فرانسوی: Andromaque) در اسطوره‌های یونان، دختر ایتیون است.
او با هکتور ازدواج کرد و آستواناکس را به دنیا آورد. پس از سقوط تروا و کشته شدن هکتور و آستواناکس، او را به کنیزی به نئوپتولموس دادند.